# Bischofspfalz Speyer
Koordinaten: 49° 19′ 3,3″ N, 8° 26′ 35,7″ O

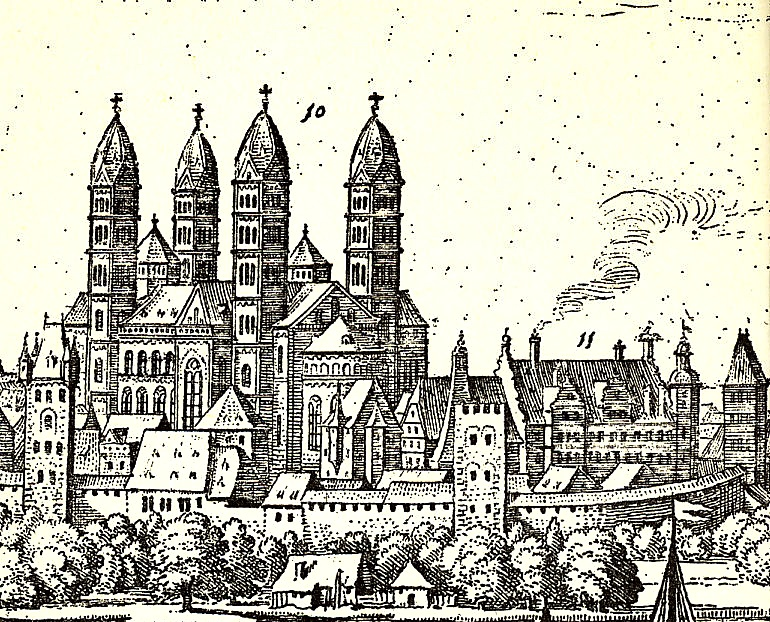
Dom und Bischofspfalz (rechts daneben, mit 11 bezeichnet), nach Matthäus Merian, 1640

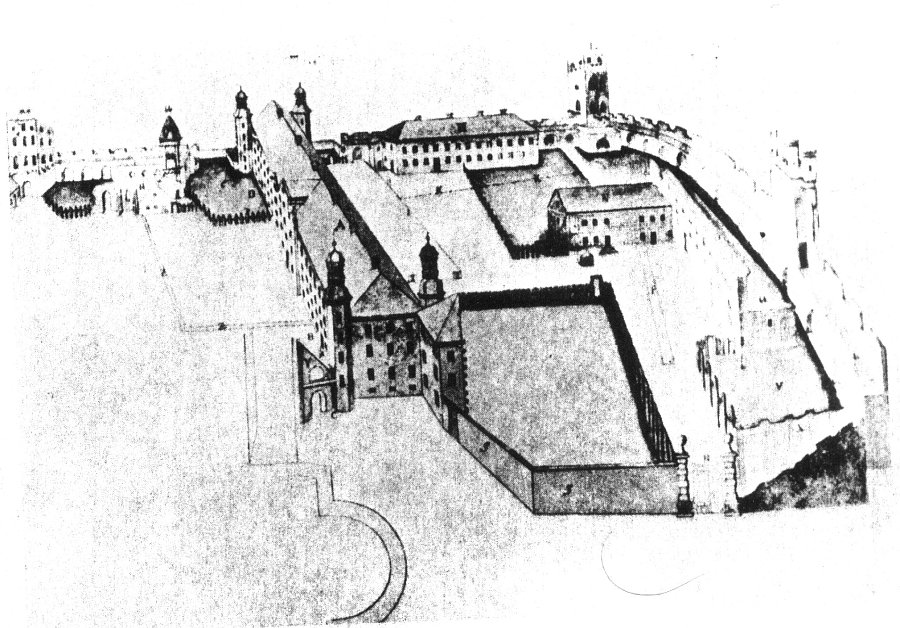
Bischöfliche Pfalz 1765 (links zum Domgrundriss hin, der noch stehende Arkadenbogen)

Die Bischofspfalz zu Speyer ist eine abgegangene Bischofsresidenz neben dem Speyerer Dom.
Die Lage des ersten Bischofssitzes ist nicht gesichert, ebenso wenig wie die des vorsalischen Domes, jedoch erscheint es naheliegend, sie auf der Spitze der Flussterrasse in der Nähe des heutigen Domes zu suchen.
1270 wird die Bischofspfalz urkundlich erstmals genannt, doch bestand sie mit großer Wahrscheinlichkeit schon lange Zeit zuvor. Sie lag zur Zeit der ersten Nennung, ähnlich wie zum Beispiel die Wormser Bischofspfalz, auf der Nordseite des Domes (die Südseite war den Klausurbauten mit dem Kreuzgang vorbehalten). Erneuerungen sind aus der Mitte des 14. Jahrhunderts und 1454 durch Hans von Mingolfsheim überliefert. Auch im 16. und Anfang des 17. Jahrhunderts erfolgten Umbauten. 1658 wird die Pfalz in Abraham Saurs Stätte Buch als „ein lustiges und von herrlichen Zimmern, Säulen und künstlicher Schreiner Arbeit ansehnliches Gebäude“ beschrieben. Den Ansichten des 17. Jahrhunderts folgend, scheint die mittelalterliche Bischofspfalz bis dahin im Kern erhalten geblieben zu sein (Die Ansicht von Silvestre, die einen anderen Eindruck vermittelt, lehnt sich offenbar idealisierend an die „Wiener Zeichnung“ an).
Nach der Zerstörung im Pfälzischen Erbfolgekrieg erfolgte ab 1703 unter Fürstbischof Johann Hugo von Orsbeck der Wiederaufbau in barocken Formen auf den Grundmauern der alten Bischofspfalz, zunächst durch den Speyrer Baumeister de la Frise, ab 1717 durch Johann Clemens Froimont. 1757 errichtete der Dombaumeister Leonhard Stahl einen Arkadenbogen als Widerlager zum Nordostturm des Domes, den heute als einziges erhaltenen Baurest der Bischofspfalz.
Weitere Baumaßnahmen wurden in der Folgezeit eingestellt, da die 1720 begonnene Residenz in Bruchsal bezugsfertig wurde. Nach der Säkularisation des Hochstifts Speyer und dem bereits früher erfolgten Übergang des Territoriums an Frankreich wurde die Bischofspfalz 1806 abgetragen. Der heutige Bischofssitz liegt im 1704 erbauten Vikarienhof auf der Westseite des Domplatzes.

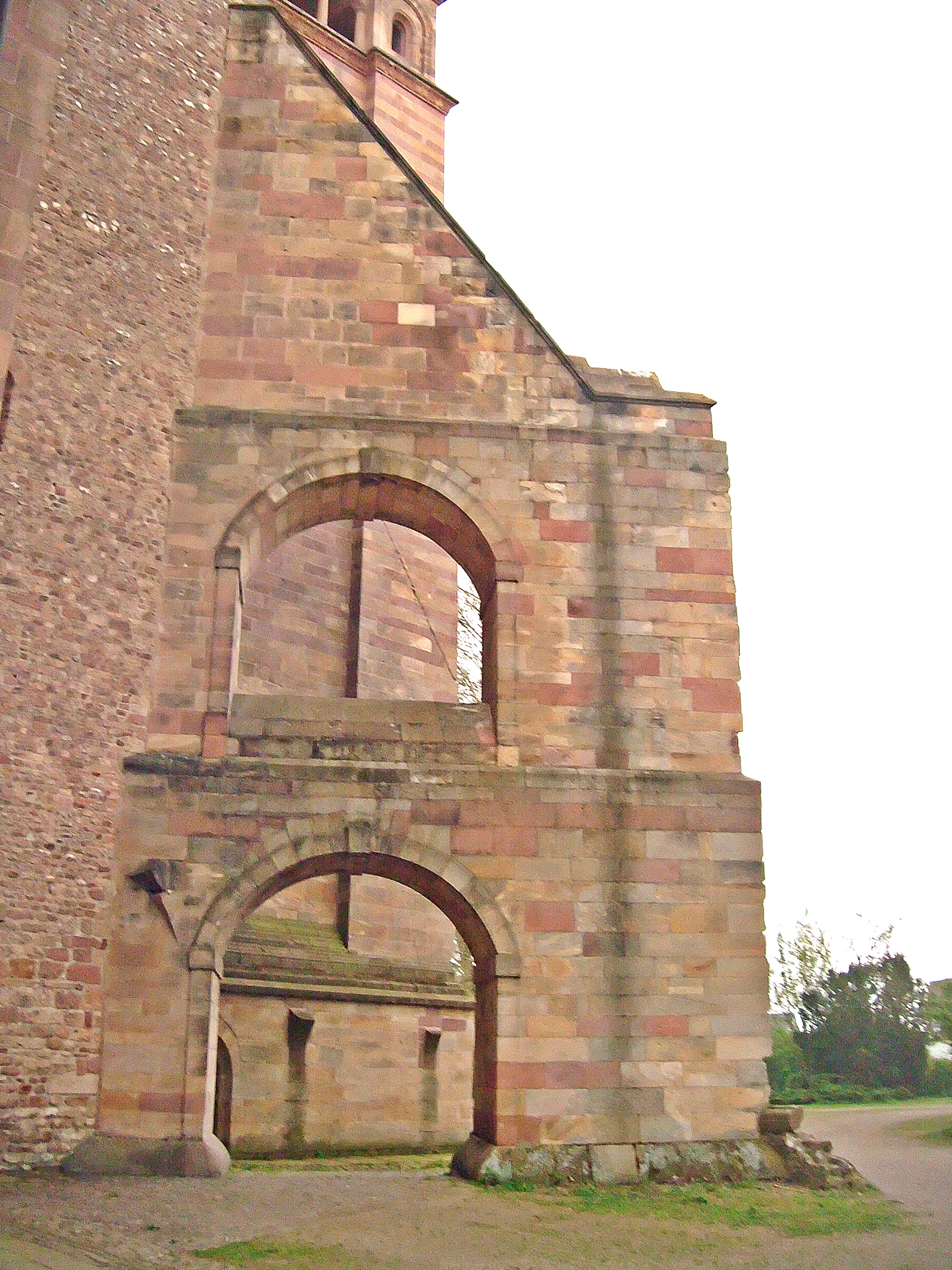
Letzter Rest der Anlage: Arkadenbogen zwischen ehem. Bischofspfalz (rechts davon) und Nordostturm des Domes (links), 1757
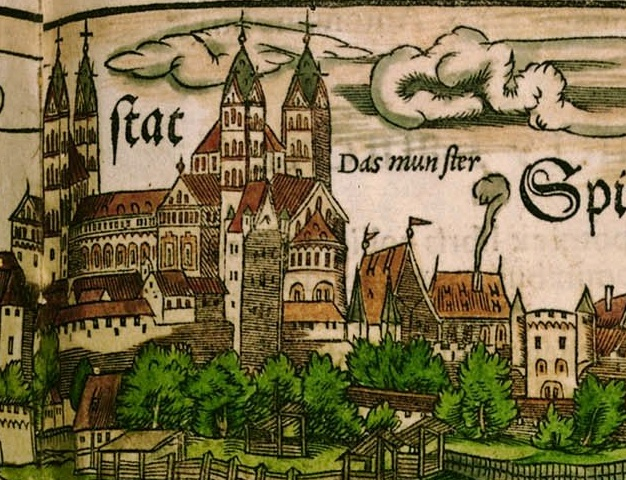
Dom und Bischofspfalz (rechts mit Rauchfahne aus dem Kamin) um 1550, nach Sebastian Münster
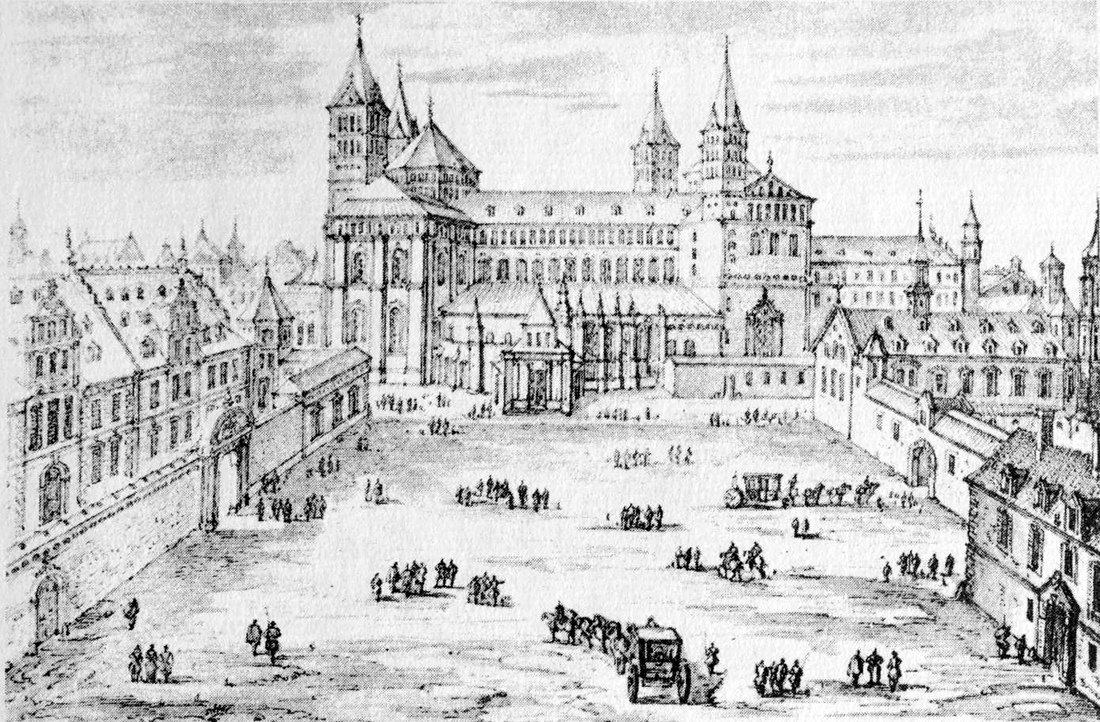
Dom und Bischofspfalz (links) um 1650
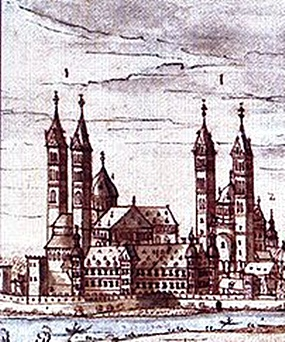
Dom mit Baulücke und Bischofspfalz (im Vordergrund mittig), um 1730
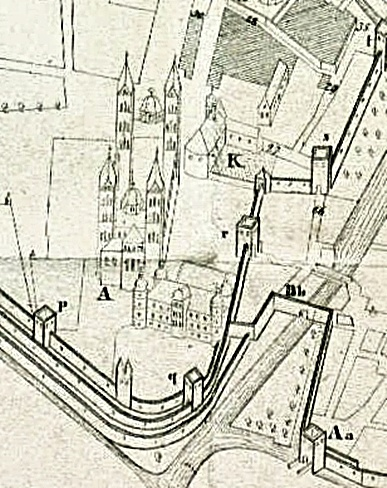
Dom und Bischofspfalz (im Vordergrund rechts neben dem Dom) auf Stadtplan von 1730